# Ol'ga Fatkulina
Ol'ga Aleksandrovna Fatkulina (in russo Ольга Александровна Фаткулина?; traslitterazione anglosassone Olga Aleksandrovna Fatkulina; Čeljabinsk, 23 gennaio 1990) è una pattinatrice di velocità su ghiaccio russa.

## Biografia
In carriera ha vinto una medaglia d'oro ed una di bronzo ai campionati mondiali di distanza singola a Soči 2013 ed ha preso parte a due edizioni dei Giochi olimpici invernali: a Vancouver 2010, dove è giunta ventesima sia nei 500 e sia nei 1000 metri, ed a Soči 2014, occasione in cui ha vinto la medaglia d'argento nei 500 e si è classificata quarta nei 1000 e nona nei 1500 metri. Il 24 novembre 2017 la commissione disciplinare del Comitato Olimpico Internazionale ha preso atto delle violazioni alle normative antidoping compiute dalla Fatkulina in occasione delle Olimpiadi di Soči, annullando conseguentemente i risultati ottenuti, obbligandola a restituire le medaglie ricevute e proibendole di partecipare a qualunque titolo a future edizioni dei Giochi olimpici. La medaglia le è poi stata restituita in seguito all'esito favorevole di un ricorso il 1º febbraio 2018.

## Palmarès

### Giochi olimpici
- 1 medaglia:
  - 1 argento (500 m a Soči 2014).

### Mondiali distanza singola
- 7 medaglie:
  - 1 oro (1000 m a Soči 2013);
  - 2 argenti (1000 m e sprint a squadre a Salt Lake City 2020);
  - 4 bronzi (500 m a Soči 2013; sprint a squadre a Inzell 2019; 500 m a Salt Lake City 2020; 500 m a Heerenveen 2021).

### Mondiali sprint
- 2 medaglie:
  - 2 bronzi (Changchun 2018; Hamar 2020).

### Europei sprint
- 2 medaglie:
  - 2 bronzi (Heerenveen 2017; Collalbo 2019).

### Europei distanza singola
- 3 medaglie:
  - 3 ori (sprint a squadre a Kolomna 2018; 500 m e sprint a squadre a Heerenveen 2020).

### Coppa del Mondo
- Miglior piazzamento nella Grand World Cup: 4ª nel 2014.
- Vincitrice della Coppa del Mondo dei 500 m nel 2014.
- Miglior piazzamento nella Coppa del Mondo dei 1000 m: 3ª nel 2014.
- 25 podi (19 individuali, 6 a squadre):
  - 5 vittorie (3 individuali, 2 a squadre);
  - 7 secondi posti (3 individuali, 4 a squadre);
  - 13 terzi posti (tutti individuali).

#### Coppa del Mondo - vittorie
| Data             | Luogo      | Stato       | Disciplina       |
| ---------------- | ---------- | ----------- | ---------------- |
| 7 dicembre 2013  | Berlino    | Germania    | 500 m            |
| 15 marzo 2014    | Heerenveen | Paesi Bassi | 500 m            |
| 16 marzo 2014    | Heerenveen | Paesi Bassi | 500 m            |
| 12 novembre 2017 | Heerenveen | Paesi Bassi | Sprint a squadre |
| 1º dicembre 2017 | Calgary    | Canada      | Sprint a squadre |